# Pseuduvaria prainii
Pseuduvaria prainii (King) Merr. – gatunek rośliny z rodziny flaszowcowatych (Annonaceae Juss.). Występuje endemicznie na indyjskich wyspach Andamanach i Nikobarach. 

## Morfologia
PokrójZimozielone drzewo. Młode pędy są owłosione.
LiścieMają podłużnie eliptyczny kształt. Mierzą 12,5–22 cm długości oraz 5–8 cm szerokości. Nasada liścia jest klinowa. Blaszka liściowa jest o spiczastym wierzchołku. Ogonek liściowy jest owłosiony i dorasta do 5–7 mm długości.
KwiatySą regularne, pojedyncze lub zebrane w pary, rozwijają się w kątach pędów. Działki kielicha mają owalny kształt, są owłosione od zewnętrznej strony i dorastają do 1–3 mm długości. Płatki zewnętrzne mają owalnie okrągły kształt i osiągają do 4–5 mm długości, natomiast wewnętrzne są owalne i mierzą 6 mm długości.
OwocePojedyncze mają prawie kulisty kształt, zebrane w owoc zbiorowy. Są owłosione.

## Biologia i ekologia
Jest rośliną dwupienną. Kwitnie od marca do kwietnia, natomiast owoce dojrzewają od września do grudnia.